# Prix d'Amérique 2018
Prix d'Amérique 2018 var den 98:e upplagan av Prix d'Amérique, som gick av stapeln söndagen den 28 januari 2018 på Vincennesbanan i Paris i Frankrike.
I finalen segrade svenska Readly Express, körd av Björn Goop och tränad av Timo Nurmos. Segern togs efter en jämn duell med titelförsvararen och hemmahästen Bold Eagle, körd av Franck Nivard och tränad av Sébastien Guarato. På tredjeplats kom Propulsion och på fjärdeplats Belina Josselyn.

## Resultat
| P  | S  | Häst               | Kusk                  | Tränare              | Land      | Odds  | Tid    |
| -- | -- | ------------------ | --------------------- | -------------------- | --------- | ----- | ------ |
| 1  | 8  | Readly Express     | Björn Goop            | Timo Nurmos          | Sverige   | 3,2   | 1.11,2 |
| 2  | 18 | Bold Eagle         | Franck Nivard         | Sébastien Guarato    | Frankrike | 3,1   | 1.11,2 |
| 3  | 10 | Propulsion         | Örjan Kihlström       | Daniel Redén         | Sverige   | 5,2   | 1.11,3 |
| 4  | 9  | Belina Josselyn    | Jean-Michel Bazire    | Jean-Michel Bazire   | Frankrike | 7,8   | 1.11,4 |
| 5  | 2  | Briac Dark         | Matthieu Abrivard     | Thierry Duvaldestin  | Frankrike | 73,0  | 1.11,5 |
| 6  | 16 | Bird Parker        | Jean Philippe Monclin | Philippe Allaire     | Frankrike | 10,0  | 1.11,5 |
| 7  | 5  | Ringostarr Treb    | Gabriele Gelormini    | Jerry Riordan        | Italien   | 66,0  | 1.11,6 |
| 8  | 15 | Billie de Montfort | Alexandre Abrivard    | Sébastien Guarato    | Frankrike | 79,0  | 1.11,7 |
| 9  | 7  | Valko Jenilat      | Eric Raffin           | Sébastien Guarato    | Italien   | 42,0  | 1.11,8 |
| 10 | 1  | Tony Gio           | Christophe Martens    | Vincent Martens      | Frankrike | 238,0 | 1.11,8 |
| 11 | 13 | Voltigeur de Myrt  | Lorenzo Donati        | Roberto Donati       | Frankrike | 229,0 | 1.11,8 |
| 12 | 14 | Wild Honey         | Daniel Olsson         | Daniel Redén         | Sverige   | 137,0 | 1.12,0 |
| 13 | 11 | Timone Ek          | Enrico Bellei         | Phillipe Billard     | Italien   | 116,0 | 1.12,1 |
| 14 | 6  | Booster Winner     | Matthieu Mottier      | Sébastien Guarato    | Frankrike | 284,0 | 1.12,4 |
| 15 | 17 | Oasis Bi           | Pierre Vercruysse     | Stefan P. Pettersson | Sverige   | 138,0 | 1.12,7 |
| d  | 3  | Charly du Noyer    | Yoann Lebourgeois     | Philippe Allaire     | Frankrike | 129,0 | g      |
| d  | 4  | Carat Williams     | David Thomain         | Sébastien Guarato    | Frankrike | 129,0 | g      |
| d  | 12 | Lionel N.O.        | Göran Antonsen        | Daniel Redén         | Norge     | 49,0  | g      |